# Jean Chapelain
Jean Chapelain (n. 4 decembrie 1595 - d. 22 februarie 1674) a fost un poet și critic literar francez, unul dintre principalii teoreticieni ai clasicismului.
A fost unul dintre fondatorii Academiei Franceze.

## Opera
- 1619: Viața lui Guzman d'Alfarache, tradusă din originalul spaniol al lui Mateo Aleman ("Vie de Guzman d'Alfarache, rendue de l'original espagnol de Mateo Aleman");
- 1623: Scrisoarea sau discursul domnului Chapelain către domnul Favereau privind opinia sa asupra poemului Adonis a cavalerului Marino ("Lettre ou discours de M. Chapelain à M. Favereau, portant son opinion sur le poème d'Adonis du cavalier Marino");
- 1638: Sentimentele Academiei franceze cu privire la tragicomedia "Cidului" ("Les Sentimens de l'Académie française sur la tragi-comédie du Cid");
- 1656: Fecioara sau Franța eliberată ("La Pucelle, ou la France délivrée").